# Мукополисахаридоза тип IV
Мукополисахаридоза тип IV (скраћено МПС IV) или Morquio Syndrome један је од седам типова мукополисахаридоза,  наследне, прогресивне болести депоновања киселих глукозаминогликана (ГАГ) у лизозомима, због наследног дефицита специфичних деградацијских ензима.

## Епидемиологија
Процењује се да се МПС тип IV јавља код 1 на 200.000 живорођених.
Мукополисахаридоза тип IV А
Инциденција МПС тип IV А је:
- 1 на 216.000 рођених у Британској Колумбији,[3]
- 1 на 76.000 рођених у Северној Ирској,[4]
- 1 на 201.000 рођених у Аустралији,[5]
- 1 на 450.000 рођених у Португалу,[6]
- 1 на 640.000 рођених у западној Аустралији,[7] и
- 1 на 625.000 рођених у Јапану.[8]

Подаци о МПС тип IV А у Сједињеним Државама нису доступни.
Мукополисахаридоза тип IV Б
До данас нису спроведене епидемиолошке студије о учесталости МПС тип IV Б, мада је према неким сазнањима инциденција овог типа знатно нижа од оне код МПС тип IV А.

## Етиопатогенеза
Болест се наслеђује аутозомно рецесивно. Његова два подтипа резултат су недостајућих или дефектних ензима N-ацетилгалактозамин-6-сулфатазе (МПС тип IV А) или бета-галактозидазе (МПС тип IV Б), потребних за деградацију кератан сулфатног шећерног ланца. 

## Клиничка слика
Клиничке карактеристике MPS IV  су сличне у оба типа, али изгледају блаже у МПС тип IV Б. Поремећај се јавља најчешће између  1 и 3 године живота детета.  Физички раст је успорен због кратког трупа, торакс је тешко деформисан, грудна кост је истурена, постоји деформација коленог зглоба, а зглобови су лабави. Раст се често зауставља око 8 година, деца са тежим облицима МПС 4 најчешће не живе  дуже од двадесет  или тридесет  година. Смрт наступа између 20. и 40. године живота. Дужина живота зависи од степена деформитета кичменог стуба и компресије кичмене мождине.  
Интелигенција је нормална. Због кратког трупа, торакс је тешко деформисан, грудна кост је истурена, постоји деформација коленог зглоба, а зглобови су лабави. Могућа је компресија кичмене мождине, која се у почетку манифестује лаким замарањем и дискретним неуролошким знацима, док је у позној фази болести могућа и квадриплегија (одузетост сва четири екстремитета).  
Болест прата сметње дисање и болести срца. Могућа је и компресија кичмене мождине, која се у почетку манифестује лаким замарањем и дискретним неуролошким знацима, док је у позној фази болести могућа и квадриплегија (одузетост сва четири екстремитета).

## Дијагноза
Поставља се на основу клиничке слике, лабораторијксих анализа, рендгенографских налаза. Типичан рендгенкси налаз на кичменом стубу је: пршљенска тела су спљоштена, а интервертебрални простори сужени.
Неуролошке компликације захватају спинални нерв и врше компресију на корена нерава, што резултује:
- екстремним, прогресивним променама скелета, посебно на ребрима и грудима;
- кондуктивним и / или неуросензитиваним губитком слуха
- замагљењем рожњаче.
- очуваном интелигенцијом, осим ако се хидроцефалус развија и не лечи.

Ненормалности скелета укључују:
- промене на грудном кошу,
- деформације или закривљеност кичме,
- скраћење дугих костију
- дисплазију кукова, колена, чланака и зглобова
- кости које стабилизују везу између главе и врата могу се малформисати (одонидна хипоплазија);

Могуће је и пренатално постављање дијагнозе из културе ћелија амнионске течности.

## Терапија
Лечење је за сада безуспешно и поред различитих покушаја, и пред примене ензимске терапије. Наиме због  ограничених клиничких резултата и високих трошкова лечења, ензимска супституциона терапија остаје неодобрена или плаћен облик лечења само у неколико земаља. Потребна су даља прецизна и дугорочна истраживања како би се утврдило да ли ће ограничено дејство ензима на хрскавици и костима резултовати адекватном коришћу.
Ензимска супституциона терапија
Галсулфаза је варијанта полиморфног људског ензима N-ацетилгалактозаминска 4-сулфатаза рекомбинантног ДНК порекла, који се користи у терапији мукополисахаридозe тип IV.
Галсулфаза је гликопротеин са молекулском тежином од око 56 кД. Овај рекомбинантни протеин се састоји од 495 аминокиселина и садржи шест за аспарагин везаних места гликозилације, четири од којих носе бис маноза-6-фосфат маноза 7 олигосахарид, који је специфични ћелијски мотив препознавања. Посттранслациона модификација Cys53 остатка производи каталитички аминокиселински остатак Ca-формилглицин, који је неопходан за ензимску активност и конзервиран је код свих чланова фамилије сулфатазних ензима.